# David Michael Clarke
David Michael Clarke (* 1969 in Poole, England) ist ein britischer Konzept-, Foto- und Performancekünstler.
Clarke studierte in Bournemouth und an der Universität Glasgow Medienproduktion. Sein Werk umfassen Fotografien, Kunstvideos, Objekte, Diashows und Gemälde.                               
Für eine Diashow erhielt er 1999 die hochdotierte Richard Hough Bursary der Stills Gallery, Edinburgh. Im gleichen Jahr nahm er an der Ausstellung Pixelvision. @ La Lumiere, im Museum of Scotland in Edinburgh teil. Es folgten zahlreiche internationale Ausstellungen, unter anderem in der Transmission Gallery, Glasgow und FRAC Pays de la Loire in Carquefou (Frankreich), in dessen Sammlung sich die zweiteilige Fotoarbeit One square metre of raw canvas with 212 stolen kisses (from Fabrice Hybert) befindet. 1999 siedelte Clarke nach Nantes über, wo er heute wohnt und arbeitet. Er ist mit der französischen Künstlerin Anabelle Hulaut verheiratet.